# サイアム大学
サイアム大学（英語: Siam University、公用語表記: มหาวิทยาลัยสยาม เลขที่）は、バンコク都パーシーチャルーン区に本部を置くタイ王国の私立大学。1965年創立、1973年大学設置。

## 概要
ナロン・モンコンワニットにより1965年に前身の中等教育機関として設立され、1973年にサイアム工科カレッジ(วิทยาลัยเทคนิคสยาม) として認可される。1986年に四年制大学として現在の名称となった。10の学部と大学院がある。タイの私立大学の中では、5番目に大きな規模を持つ。2009年末現在の卒業生総数は69,081人。2011年現在の学長はナロン・モンコンワニットの息子であるポンチャイ・モンコンワニットである。

## 沿革
- 1965年 前身の中等教育機関である私立工学専門学校が設立。
- 1973年 高等教育機関であるサイアム工科カレッジに改組・改称。
- 1973年 経営学部を開設。
- 1986年 4年制大学へ移行し、サイアム大学へ改称。
- 1991年 理学部の前身となる食品工業技術学科のカリキュラムがスタート。
- 1996年 理学部が開設。
- 2010年 医学部を開設。
- 2017年2月 公衆衛生学部を開設。

## 学部
- 医学部
- 薬学部
- 看護学部

- 工学部　
  - 機械工学学科（สาขาวิชาวิศวกรรมเครื่องกล）
  - 電子工学学科（สาขาวิชาวิศวกรรมไฟฟ้าอิเล็กทรอนิกส์）
  - 土木工学学科（สาขาวิชาวิศวกรรมโยธา）
  - コンピュータ工学学科（สาขาวิชาวิศวกรรมคอมพิวเตอร์）
  - 自動車技術学科（สาขาวิชาสาขาวิชาวิศวกรรมยานยนต์ ）
  - 産業工学学科（สาขาวิชาวิศวกรรมอุตสาหการ）
  - 印刷工学学科（สาขาวิชาวิศวกรรมการพิมพ์）

- 情報技術学部
  - 情報技術学科（สาขาวิชาเทคโนโลยีสารสนเทศ）
  - コンピュータービジネス学科（สาขาวิชาคอมพิวเตอร์ธุรกิจ）
  - アニメーション・クリエイティブメディア学科（สาขาวิชาแอนิเมชันและครีเอทีฟมีเดีย）

- 理学部
  - 数学科
  - 物理学科
  - 化学科
  - 食品工業技術学科（สาขาวิชาเทคโนโลยีการอาหาร ）
  - コンピューターサイエンス学科（สาขาวิชาวิทยาการคอมพิวเตอร์）

- 経営学部
  - 金融銀行学科（สาขาวิชาการเงินและการธนาคาร）
  - マーケティング学科（สาขาวิชาการตลาด）
  - 一般マネージメント学科（สาขาวิชาการจัดการทั่วไป）
  - 国際ビジネスマネージメント学科（สาขาวิชาการจัดการธุรกิจระหว่างประเทศ）

- マスコミ学部
  - 広報学科（สาขาวิชาการประชาสัมพันธ์）
  - 広告学科（สาขาวิชาการโฆษณา）
  - 新聞印刷物学科（สาขาวิชาหนังสือพิมพ์และสิ่งพิมพ์）
  - デジタル媒体学科（สาขาวิชาสื่อดิจิทัล）
  - ラジオ・テレビ・映画学科（สาขาวิชาวิทยุ-โทรทัศน์-ภาพยนตร์）
  - 演劇コミュニケーション学科（สาขาวิชาสื่อสารการแสดง）

- 法学部

- 教養学部
  - ホテル観光学科（สาขาวิชาการโรงแรมและการท่องเที่ยว）
  - 英語ビジネスコミュニケーション学科（สาขาวิชาภาษาอังกฤษสื่สารธุรกิจ）
  - 日本語コミュニケーション学科（สาขาวิชาภาษาญี่ปุ่นเพื่อการสื่อสาร）

- インターナショナルプログラム
  - 国際ビジネスプログラム
  - サービス産業マネージメントプログラム

## 大学院
- 修士課程
  - 教育研究科
  - 公共マネージメント研究科
  - 経営研究科（MBA）
    - タイ語プログラム
    - インターナショナルプログラム

  - 工学研究科
  - 情報技術研究科
  - マスコミ研究科

- 博士課程
  - 教育マネージメント研究科
  - ビジネス情報技術研究科
  - マネージメント研究科

## 交通
- バンコク・スカイトレイン
  - シーロム線 クルン・トンブリー駅よりバス。
- バンコク・メトロ
  - ブルーライン（チャルーム・ラチャモンコン線）バーンワー駅

## 対外関係

### 日本における協定校
- 岩手大学
- 麗澤大学 [3]
- 城西国際大学
- 千葉大学
- 東海大学 [4]
- 神奈川工科大学
- 信州大学
- 名桜大学
- 吉備国際大学
- 立命館アジア太平洋大学

部局間学術交流協定
- 看護学部と青森中央学院大学 看護学部 [5]